# Lista de património religioso de Portugal
Esta é uma lista dos monumentos religiosos portugueses, ordenada por região, distrito e cidade.

## Região do Norte

### Distrito de Viana do Castelo

#### Viana do Castelo
- Sé Catedral de Viana do Castelo
- Santuário Diocesano do Sagrado Coração de Jesus
- Igreja de Nossa Senhora do Carmo
- Igreja de Santa Cruz
- Carmelo de Santa Teresinha

### Distrito de Vila Real

#### Chaves
- Igreja de Santa Maria Maior
- Igreja de São João de Deus

#### Vila Real
- Sé de Vila Real
- Igreja de São Paulo
- Igreja de São Pedro

### Distrito de Bragança

#### Bragança
- Sé Nova de Bragança
- Sé Velha de Bragança

#### Mirandela
- Igreja de Guide
- Igreja de São Tomé de Abambres

### Distrito de Braga

#### Barcelos
- Igreja Matriz de Barcelos
- Igreja de Aborim
- Igreja de Galegos Santa Maria
- Igreja de Santa Maria de Abade de Neiva
- Igreja de Vilar de Frades
- Igreja do Bom Jesus da Cruz
- Igreja e Torre de Manhente
- Mosteiro de Palme

#### Braga
- Sé de Braga
- Santuário do Bom Jesus do Monte
- Santuário do Sameiro
- Basílica dos Congregados
- Igreja da Misericórdia de Braga
- Igreja da Lapa
- Igreja de Palmeira
- Igreja da Penha
- Igreja de Montariol
- Igreja de Santa Cruz
- Igreja de Santa Eulália
- Igreja de Santa Maria Madalena da Falperra
- Igreja de Santo Adrião
- Igreja de São João do Souto
- Igreja de São Marcos
- Igreja de São Paulo
- Igreja de São Victor
- Igreja de São Vicente
- Igreja de São Sebastião
- Igreja do Carmo
- Igreja do Pópulo
- Igreja dos Terceiros
- Igreja Senhora-a-Branca
- Convento do Salvador
- Mosteiro de Tibães
- Recolhimento de Santa Maria Madalena ou das Convertidas
- Capela da Misericórdia
- Capela de Nossa Senhora de Guadalupe
- Capela de Nossa Senhora do Rosário
- Capela de Santa Marta do Leão
- Capela de São Frutuoso
- Capela de São Miguel-o-Anjo
- Capela dos Coimbras

#### Esposende
- Igreja Matriz de Esposende
- Igreja da Misericórdia de Esposende
- Igreja da Misericórdia de Fão
- Igreja de Fão
- Templo do Bom Jesus

#### Guimarães
- Basílica de São Pedro
- Santuário da Penha
- Santuário de São Torcato
- Igreja de Creixomil
- Igreja de Nossa Senhora da Oliveira
- Igreja de São Miguel do Castelo
- Igreja Matriz de São Martinho de Candoso
- Convento das Domínicas
- Convento de São Francisco
- Capela de São Torcato

### Distrito do Porto

#### Amarante
- Igreja de São Domingos
- Igreja de São Pedro
- Convento de São Gonçalo

#### Matosinhos
- Mosteiro de Leça do Balio

#### Porto
- Sé do Porto
- Igreja da Lapa
- Igreja da Misericórdia do Porto
- Igreja da Ordem do Terço
- Igreja da Venerável Ordem Terceira de São Francisco
- Igreja de Nossa Senhora do Patrocínio
- Igreja de Santa Clara
- Igreja de Santo Ildefonso
- Igreja de São Francisco
- Igreja de São João Novo
- Igreja de São Martinho de Cedofeita
- Igreja de São Martinho de Lordelo
- Igreja de São Miguel de Nevogilde
- Igreja de São Nicolau
- Igreja de São Pedro de Miragaia
- Igreja dos Carmelitas
- Igreja e Torre dos Clérigos
- Convento e Colégio dos Grilos ou de São Lourenço
- Mosteiro de São Bento da Vitória
- Capela das Almas ou de Santa Catarina
- Capela de Nossa Senhora da Conceição
- Capela do Bom Sucesso
- Capela do Senhor dos Passos
- Capela do Senhor e Senhora da Ajuda
- Capela dos Pestanas ou do Divino Coração de Jesus
- Capela dos Alfaiates

#### Póvoa de Varzim
- Basílica do Sagrado Coração de Jesus
- Igreja Matriz da Póvoa de Varzim
- Igreja da Lapa
- Igreja de Nossa Senhora das Dores

#### Vila do Conde
- Igreja de São João Baptista
- Igreja de Nossa Senhora da Lapa
- Convento de Santa Clara

## Região Centro

### Distrito de Aveiro

#### Aveiro
- Sé de Aveiro

#### Espinho
- Igreja de Silvalde

### Distrito da Guarda

#### Guarda
- Sé da Guarda
- Carmelo da Santíssima Trindade

### Distrito de Viseu

#### São Pedro do Sul
- Mosteiro de São Cristóvão de Lafões

#### Tarouca
- Convento e Igreja de São João de Tarouca (São João de Tarouca)

#### Viseu
- Sé de Viseu
- Igreja da Misericórdia de Viseu
- Igreja de Nossa Senhora da Conceição da Ribeira
- Igreja de Santo António
- Igreja de São Francisco do Monte
- Igreja de São Miguel do Fetal
- Igreja do Seminário Maior de Viseu
- Igreja do Carmo
- Igreja dos Terceiros

### Distrito de Coimbra

#### Coimbra
- Sé Nova de Coimbra
- Sé Velha de Coimbra
- Igreja da Graça
- Igreja de Santo António dos Olivais
- Igreja de Santiago
- Igreja de São Bartolomeu
- Igreja do Carmo
- Mosteiro de Santa Clara-a-Nova
- Mosteiro de Santa Clara-a-Velha
- Mosteiro de Santa Cruz
- Capela de São Miguel (Universidade)

#### Penacova
- Mosteiro de Lorvão

### Distrito de Castelo Branco

#### Castelo Branco
- Sé de Castelo Branco
- Convento de Nossa Senhora das Graças
- Capela de Nossa Senhora da Piedade
- Ermida da Nossa Senhora de Mércoles

### Distrito de Leiria

#### Alcobaça
- Mosteiro de Alcobaça

#### Batalha
- Mosteiro da Batalha

#### Leiria
- Sé de Leiria
- Santuário do Senhor Jesus dos Milagres
- Igreja de São Pedro
- Igreja da Misericórdia de Leiria
- Igreja do Espírito Santo
- Convento de Santo Agostinho
- Convento de São Francisco

### Distrito de Lisboa

#### Lisboa
- Sé de Lisboa
- Basílica de Nossa Senhora dos Mártires
- Panteão Nacional/Igreja de Santa Engrácia
- Igreja da Conceição Velha
- Igreja da Madalena
- Igreja da Memória
- Igreja de Chelas
- Igreja de Nossa Senhora da Luz
- Igreja de Nossa Senhora da Porciúncula
- Igreja de Nossa Senhora da Porta do Céu
- Igreja de Nossa Senhora de Jesus
- Igreja de Nossa Senhora do Amparo
- Igreja de Nossa Senhora do Rosário de Fátima
- Igreja de Nossa Senhora dos Navegantes
- Igreja de Santa Catarina
- Igreja de Santa Luzia
- Igreja de Santiago
- Igreja de Santo Agostinho a Marvila
- Igreja de Santo André
- Igreja de Santo António de Lisboa
- Igreja do Santo Condestável
- Igreja de Santo Estêvão
- Igreja de Santo Eugénio
- Igreja de São Cristóvão
- Igreja de São Domingos
- Igreja de São Francisco de Paula
- Igreja de São João Batista
- Igreja de São João da Praça
- Igreja de São João de Brito
- Igreja de São José dos Carpinteiros
- Igreja de São Lourenço
- Igreja de São Lourenço de Carnide
- Igreja de São Luís dos Franceses
- Igreja de São João de Deus
- Igreja de São Mamede
- Igreja de São Miguel
- Igreja de São Nicolau
- Igreja de São Paulo
- Igreja de São Pedro em Alcântara
- Igreja de São Roque
- Igreja de São Sebastião da Pedreira
- Igreja de São Vicente de Fora
- Igreja do Coração de Jesus
- Igreja do Loreto
- Igreja do Menino Deus
- Igreja dos Santos Reis Magos
- Convento da Graça
- Convento da Madre de Deus
- Convento das Flamengas
- Convento de Nossa Senhora de Jesus
- Convento de Santa Apolónia
- Convento de Santa Teresa de Jesus de Carnide
- Convento do Carmo
- Capela do Rato
- Ermida de Nosso Senhor do Cruzeiro

#### Ourém
- Santuário de Fátima

#### Santarém
- Sé de Santarém
- Igreja da Graça
- Igreja da Misericórdia
- Igreja de Nossa Senhora da Piedade
- Igreja de Santa Clara
- Igreja de Santa Cruz
- Igreja de Santa Iria
- Igreja de Santa Maria de Marvila
- Igreja de Santa Maria da Alcáçova
- Igreja de São João de Alporão
- Igreja de São João Evangelista do Alfange
- Igreja de São Nicolau
- Igreja do Santíssimo Milagre
- Convento de Nossa Senhora de Jesus do Sítio
- Convento de Santa Maria de Almoster
- Convento de São Francisco
- Capela de Nossa Senhora do Monte

#### Tomar
- Igreja de Santa Maria dos Olivais
- Igreja de São João Baptista
- Convento de Cristo
- Capela de São Lourenço
- Ermida de Nossa Senhora da Conceição

## Região Sul

### Distrito de Setúbal

#### Alcácer do Sal
- Igreja de Nossa Senhora da Assunção
- Igreja e Convento de São Francisco

#### Setúbal
- Sé de Setúbal

### Distrito de Portalegre

#### Elvas
- Sé de Elvas
- Santuário do Senhor Jesus da Piedade
- Igreja de São Domingos
- Igreja de São Pedro

#### Portalegre
- Sé de Portalegre
- Igreja da Misericórdia
- Igreja do Bonfim

### Distrito de Évora

#### Évora
- Sé Catedral de Évora
- Igreja da Misericórdia de Évora
- Igreja de Santo Antão
- Igreja de São Francisco
- Igreja de São Mamede
- Igreja de São Tiago
- Igreja de São Vicente
- Igreja do Espírito Santo
- Igreja do Senhor Jesus da Pobreza
- Convento da Cartuxa
- Convento da Graça
- Convento de São Bento de Cástris
- Convento do Carmo
- Convento do Espinheiro
- Convento do Monte Calvário
- Convento do Salvador
- Convento dos Lóios
- Convento dos Remédios
- Capela de São Manços
- Capela dos Ossos
- Ermida de São Brás
- Ermida de São Miguel

### Distrito de Beja

#### Beja
- Sé Catedral de Beja
- Carmelo do Sagrado Coração de Jesus

#### Moura
- Convento do Carmo

### Distrito de Faro

#### Albufeira
- Convento de Nossa Senhora da Orada

#### Faro
- Sé Catedral de Faro
- Igreja Matriz de São Pedro
- Igreja da Misericórdia de Faro
- Igreja de São Francisco
- Igreja do Carmo
- Convento de Nossa Senhora da Assunção
- Convento de Santo António dos Capuchos
- Convento de São Francisco
- Ermida da Nossa Senhora da Esperança
- Ermida de Nossa Senhora do Ó
- Ermida de Santo António do Alto
- Ermida de São Luís
- Ermida de São Sebastião
- Ermida do Pé da Cruz

#### Lagoa
- Igreja Matriz de Estômbar
- Igreja Matriz de Lagoa
- Igreja Matriz de Porches
- Convento de Nossa Senhora do Carmo
- Convento de São Francisco
- Convento de São José

#### Lagos
- Igreja da Luz
- Igreja de Nossa Senhora da Graça
- Igreja de Nossa Senhora do Carmo
- Igreja de Santa Bárbara
- Igreja de Santa Maria
- Igreja de Santa Maria da Graça
- Igreja de Santo António
- Igreja de São Sebastião
- Igreja do Compromisso Marítimo
- Convento da Trindade
- Convento de Nossa Senhora do Loreto
- Capela de São João Batista
- Ermida de Nossa Senhora dos Aflitos
- Ermida de Santo Amaro

#### Loulé
- Santuário de Nossa Senhora da Piedade (Mãe Soberana)
- Convento de Santo António

#### Portimão
- Convento de São Francisco (ou de Nossa Senhora da Esperança)

#### Silves
- Sé Catedral de Silves
- Igreja da Misericórdia de Silves
- Ermida de Nossa Senhora dos Mártires

#### Tavira
- Igreja da Misericórdia de Tavira
- Igreja da Ordem Terceira do Carmo
- Igreja de Nossa Senhora da Conceição
- Igreja de Nossa Senhora das Ondas
- Igreja de Santa Maria do Castelo
- Igreja de Santiago
- Igreja de São Francisco
- Igreja de São José do Hospital
- Igreja de São Paulo
- Convento de Nossa Senhora da Graça

#### Vila Real de Santo António
- Igreja Matriz de Cacela-Velha

## Regiões Autónomas
- Lista de edificações de caráter religioso dos Açores

## Nomenclaturas mais comuns de edifícios religiosos em Portugal

### Igreja
- do Carmo
- do Espírito Santo
- da Graça
- da Misericórdia
- de Nossa Senhora da Assunção
- de Nossa Senhora da Conceição
- de Nossa Senhora da Encarnação
- de Nossa Senhora da Graça
- de Nossa Senhora do Ó
- de Nossa Senhora da Oliveira
- de Nossa Senhora da Purificação
- de Nossa Senhora da Saúde
- do Salvador
- da Santa Casa da Misericórdia
- de Santa Clara
- de Santa Cruz
- de Santa Eulália
- de Santa Maria
- de Santa Maria do Castelo
- de Santa Maria Maior
- de Santiago
- de Santo Amaro
- de Santo André
- de Santo António
- de São Bartolomeu
- de São Cristóvão
- de São Domingos
- de São Francisco
- de São João Baptista
- de São João Evangelista
- de São Julião
- de São Lourenço
- de São Martinho
- de São Miguel
- de São Nicolau
- de São Pedro
- de São Salvador
- de São Sebastião
- de São Tiago
- de São Vicente

### Capela
- da Misericórdia
- das Almas
- de Nossa Senhora do Castelo
- de Nossa Senhora da Conceição
- de Nossa Senhora da Encarnação
- de Nossa Senhora da Lapa
- de Nossa Senhora da Piedade
- de Santa Cruz
- de Santa Eulália
- de Santa Luzia
- de Santo António
- de Santo Amaro
- de São Bartolomeu
- de São Brás
- de São João Baptista
- de São José
- de São Martinho
- de São Miguel
- de São Pedro
- de São Sebastião
- do Calvário
- do Espírito Santo

### Ermida
- de Nossa Senhora da Conceição
- de São Pedro
- de São Sebastião

### Convento
- de Santa Clara
- de Santa Cruz
- de Santo António
- de São Domingos
- de São Francisco
- do Carmo
- dos Capuchos
- dos Lóios